# Vaccinium brachygyne
Vaccinium brachygyne är en ljungväxtart som beskrevs av J. J. Smith. Vaccinium brachygyne ingår i Blåbärssläktet, och familjen ljungväxter. Inga underarter finns listade i Catalogue of Life.